# Cobreros
Cobreros è un comune spagnolo di 609 abitanti situato nella comarca di Sanabria, provincia di Zamora, appartenente alla comunità autonoma di Castiglia e León.
Il comune comprende i seguenti centri abitati: Avedillo, Barrio de Lomba, Castro de Sanabria, Cobreros (capoluogo), Limianos de Sanabria, Quintana de Sanabria, Riego de Lomba, San Martín del Terroso, San Miguel de Lomba, San Román de Sanabria, Santa Colomba de Sanabria, Sotillo de Sanabria i Terroso.